# پیتر سیس
پیتر سیس (انگلیسی: Peter Sís؛ زادهٔ ۱۱ مه ۱۹۴۹) یک تصویرگر، نقاش، نویسنده کتاب کودکان و کارگردان فیلم اهل ایالات متحده آمریکا است که در چکسلواکی به دنیا آمده‌است.
او دانش‌آموختهٔ کالج سلطنتی هنر در لندن و از شاگردان کوئنتین بلیک بوده‌است.
نقاشی‌ها و طراحی‌های او در مجلات مشهوری همچون تایم، نیوزویک، آتلانتیک چاپ شده‌است. او همچنین تصویری‌گری کتاب منطق‌الطیر را به‌عهده داشت که در سال ۲۰۱۱ منتشر شد.
پیتر سیس بابت آثارش برندهٔ جوایز گوناگونی شده‌است که از آن میان، می‌توان به جایزه هانس کریستیان آندرسن در سال ۲۰۱۲ میلادی و همچنین خرس طلایی جشنواره بین‌المللی فیلم برلین در سال ۱۹۸۰ میلادی اشاره کرد.